# Paul Robeson
Paul LeRoy Bustill Robeson, artísticament conegut com a Paul Robeson (Princeton, Nova Jersey, EUA, 9 d'abril del 1898 - 23 de gener del 1976) va ser un actor multilingüe, atleta, cantant de concerts, baríton-baix, escriptor i activista dels drets civils.

## Biografia
Fill d'un esclau fugitiu d'ascendència igbo que s'havia convertit en predicador protestant i que va aconseguir llicenciar-se en la universitat de Lincoln. La seua mare era provinent d'una família de quàquers que havia lluitat per l'abolició de l'esclavitud en Estats Units.
L'any 1910, la família Robeson es trasllada a Somerville, Nova Jersey. Després d'estudiar dret en la Universitat Rutgers, Robeson es va graduar d'advocat. Va ser el tercer estudiant d'origen negre en aquella universitat. En seua joventut, va ser jugador de rugbi, també de beisbol i de bàsquet en la Universitat amb els Akron Pros i els Milwaukee Badgers.
Si no haguera estat per la seua condició de persona negra, Robeson haguera constituït el prototip heroic de la societat nord-americana de la seua època. L'estigma era tan gran, que arriba a l'instant que les altres universitats americanes, en general, es negaven a desenvolupar competències amb la Universitat Rutgers, a causa del fet que en la seua nòmina tenia a un jugador negre.;,,,
Al seu ingrés en el Col·legi d'Advocats de Princeton, una mecanògrafa blanca va rebutjar escriure al dictat d'un advocat negre, i açò li va fer desistir de ser advocat, pel que es va dedicar a altres labors. Es va convertir en actor de teatre i de cinema.
Va ser amic del gran cineasta soviètic Serguei Eisenstein, del dirigent africà Jomo Kenyatta, així com d'altres líders mundials de l'època (com Nehru i Emma Goldman). Com artista i com figura pública, va ser aclamat per escriptors i pensadors com Pablo Neruda, James Joyce i Ernest Hemingway.
Al seu fill l'envià a estudiar a una universitat soviètica, a causa del fet que no volia que aquest patira la discriminació racista del seu país.
De personalitat rebel i assertiva va dirigir les primeres campanyes dels Estats Units, reivindicant els drets de la població afroamericana.
Casat amb Eslanda Cardozo Goode, aquesta el va animar que actuara en produccions teatrals aficionades. En aquella experiència va tenir l'oportunitat de conèixer al dramaturg progressista nord-americà Eugene O'Neill, Premi Nobel de literatura 1936, i tres vegades Premi Pulitzer el 1920, 1922 i 1928.
El 1952 va ser guardonat amb el Premi Lenin de la Pau entre els pobles.

## La seua figura com líder polític i com artista
El 1925, va tenir l'oportunitat de viatjar a la Gran Bretanya. Una vegada allí, diu que va prendre consciència política i "va aprendre que el caràcter essencial d'una nació està determinat no per les classes altes, sinó pel poble, i que els pobles de totes les nacions són germans en la gran família de la humanitat".
Va començar a cantar espirituals, i altres cançons sobre la salvatge explotació dels negres del sud dels Estats Units, amb la seua inconfusible i potent veu greu de baríton-baix.
En els anys 30, en els seus viatges per Europa i la Unió Soviètica, Robeson va fer contacte amb els membres d'organitzacions antifeixistes, amb els oprimits i amb els dirigents de la classe obrera de l'època. Va començar a comprendre que el seu art tenia la capacitat de servir a la lluita dels treballadors de tot el món. Es va convèncer que els afroamericans, com descendents d'esclaus, tenien una cultura comuna amb els treballadors d'altres països, que com els russos, eren descendents dels serfs. En la Unió Soviètica va ser on segons les seues paraules es va sentir tractat com un complet ésser humà i va veure que no havia perjudicis contra els afroamericans ni cap altre tipus de discriminació.
Cantà blues, cançons contra l'explotació i l'esclavitud, himnes dels presidiaris, dels remers del Volga, dels maquis, de les brigades internacionals de la Guerra Civil Espanyola, marxes russes dels obrers i fragments del Porgy and Bess de George Gershwin, i la seua peça emblemàtica Old Man River. També traduí l'Himne Soviètic a l'anglès en 1943.
A partir de l'arribada del nacionalsocialisme a Alemanya el 1933, Robeson es va convertir en un actiu lluitador contra aquesta forma de govern autoritari. Va participar en la Guerra Civil Espanyola dins la Brigada Abraham Lincoln. En un míting antifeixista contra l'aixecament de Francisco Franco contra la República, el 1936, Robeson va dir: "L'artista ha de prendre partit. Ha de triar lluitar per la llibertat o per l'esclavitud. Jo he triat. No tenia cap altra alternativa".
Va intervenir en onze pel·lícules. La primera d'elles va ser Body and Soul, dirigida el 1925 per Oscar Micheaux, un pioner de l'anomenat cinema independent que, sense diners, va assolir a produir prop de 40 pel·lícules, entre 1919 i 1948, involucrant temes i actors afroamericans.
Amb una imponent qualitat d'actor, Robeson va interpretar a dos personatges bessons: un criminal disfressat de reverend eclesiàstic i un jove comerciant, ambdós enamorats de la mateixa dona. Aquesta va constituir una pel·lícula intensa sobre temes i valors col·lectius, una pel·lícula muda on, de manera paradoxal, la poderosa veu de Robeson va estar absent. No obstant això, era interpretada per un acompanyament musical de gran significació en la història del jazz contemporani, ja que es va tractar de l'orquestra de jazz del Lincoln Center, que dirigia per eixes dates, Wynton Marsalis, que havia encomanat a altra icona del jazz, Wycliffe Gordon, l'elaboració d'un acompanyament que va ser executada en viu durant les dues projeccions de la pel·lícula d'Oscar Micheaux i Robeson, tal com s'estilava en l'època presonora del cinema. Tant Marsalis com el pianista Marcus Printup, acompanyats d'un grup de jazz dels més importants del moment, van rendir aquest homenatge als precursors del cinema afroamericà.
Paul Robeson no va constituir el típic cantant o actor nord-americà, mancat de formació, ja que era posseïdor d'una extensa il·lustració i una àmplia cultura, ja que tenia una extraordinària preparació intel·lectual. Parlava més de 20 idiomes. El 1952, la Unió Soviètica li va concedir el Premi Stalin de la Pau.

## La persecució politica

Paul Robeson, com pintat per Betsy Graves Reyneau, en la col·lecció de la Arxius Nacionals i Administració de Documents

Va patir la persecució feroç del macartisme i del mateix FBI. Durant un interrogatori davant el Senat nord-americà, quan li van preguntar que per què no es quedava a la Unió Soviètica, va contestar: "Perquè el meu pare era un esclau, i la meua gent va morir per a construir aquest país, i vaig a romandre ací i a tenir una part d'ell, exactament igual que Vostè. I cap feixista importat em traurà d'ell."
El Comitè d'Activitats Anti-Americanes, va acabar declarant que Robeson havia intentat construir un estat soviètic en el sud dels Estats Units i el va privar del seu passaport.
Açò va acabar amb la seua carrera. Prop de 80 dels seus concerts van ser cancel·lats. El 1949, dos concerts a l'aire lliure en Peekskill, Nova York van ser atacats per les grups racistes sense que la policia de l'estat fera gens per a impedir-ho. Per a l'ocasió, Robeson va declarar: "Vaig a cantar allà on la gent vulga que cante... i no m'espanten les creus que cremen [en al·lusió al Ku Klux Klan], ni en Peekskill ni en qualsevol altre lloc".

## Reconeixements a la seua significació política
Un altre dels seus grans amics va ser Albert Einstein, amb qui compartia el seu anhel per la pau mundial. Va ser liquidat en vida per la premsa nord-americana que li va donar poc espai a la seua figura fins a aconseguir marginar-lo per complet.
Es diu que era un dels cantants preferits per Pablo Neruda, qui li va reservar un espai en el seu Canto General:
| « | Pues bien, esta mañana vuelve al mármol el odio/ el odio del Sur blanco hacia el viejo dormido/ en las iglesias los negros están solos con Dios/ con Dios según lo creen las plazas/ en los tres el mundo tienen ciertos letreros/ que dividen el cielo el agua el aire/ qué vida tan perfecta dice la delicada/ señorita y en Georgia matan a palos/ cada semana a un joven negro/ mientras Paul Robeson canta como la tierra/ como el comienzo del mar y de la vida/ canta sobre la crueldad y los avisos/ de coca-cola canta para hermanos/ de mundo a mundo entre los castigos/ canta para los nuevos hijos para/ que el hombre oiga y detenga su látigo/ la mano cruel la mano que Lincoln abatiera/ la mano que resurge como una blanca víbora/ el viento pasa el viento sobre la tumba trae/ conversaciones restos de juramentos algo/ que llora sobre el mármol como una lluvia fina/ de antiguos olvidados dolores insepultos/ el Klan mató a un bárbaro persiguiéndolo/ colgando al pobre negro que aullaba quemándolo/ vivo y agujerado por los tiros/ bajo sus capuchones los prósperos rotarios/ no saben así creen que sólo son verdugos/ cobardes carniceros detritus del dinero/ con la cruz de Caín regresan/ a lavarse las manos a rezar el domingo/ telefonean al Senado contando sus hazañas. | » |

## Filmografia
- 1942 Tales of Manhattan
- 1942 Native Land (Veu en off)
- 1940 The Proud Valley
- 1937 King Salomon's Mines
- 1937 Big Fella
- 1937 Jericho
- 1936 Show Boat
- 1936 Song of Freedom
- 1935 Sanders of the River
- 1933 The Emperor Jones
- 1930 Borderline
- 1926 Camille
- 1925 Body and Soul